# Butte County, South Dakota
Butte County är ett administrativt område i delstaten South Dakota, USA, med 10 110 invånare. Den administrativa huvudorten (county seat) är Belle Fourche. 

## Geografi
Enligt United States Census Bureau så har countyt en total area på 5 870 km². 5 824 km² av den arean är land och 46 km² är vatten. 

### Angränsande countyn
- Harding County, South Dakota - nord
- Perkins County, South Dakota - nordost
- Meade County, South Dakota - sydost
- Lawrence County, South Dakota - sydväst
- Crook County, Wyoming - väst
- Carter County, Montana - nordväst